# Caro amore mio
Caro amore mio è il secondo album del gruppo musicale italiano I Romans, pubblicato dall'etichetta discografica Polaris nel 1973.
Il brano che dà il titolo al disco venne presentato al Festivalbar di quell'anno. L'album contiene anche Voglia di mare, già presentata a Un disco per l'estate 1972.

## Tracce

### Lato A
1. Caro amore mio
2. Any Way
3. Vento caldo e sabbia
4. Sei partita
5. Fingevo di dormire
6. Sono io che torno

### Lato B
1. Mille nuvole
2. Amore tra i vetri
3. Voglia di mare
4. ...dove il cielo è blu
5. Come è allegra questa casa
6. Un disco che continuo ad ascoltare